# Johannes Schaaf
Johannes Schaaf (* 7. April 1933 in Stuttgart; † 1. November 2019 in Murnau am Staffelsee) war ein deutscher Regisseur und Schauspieler.

## Leben
Der Sohn eines Polizeioberkommissars studierte in Tübingen und Berlin Medizin. Am Schauspielhaus Stuttgart wurde er in den 1950er Jahren Schauspieler und Regieassistent. 1958 ging er ans Theater Ulm, wo er erstmals Regie führte. 1962 wechselte er nach Bremen.
In den 1960er Jahren wurde Schaaf durch zahlreiche Film- und Fernsehproduktionen bekannt. Sein Film Tätowierung war 1967 einer der ersten, der zu Beginn der Studentenrevolte den damaligen Generationenkonflikt thematisierte. Daneben wirkte er immer wieder selbst als Schauspieler in verschiedenen Produktionen mit. Als Darsteller war er zu sehen in Rainer Erlers Schlüsselblumen (1961), in Die Möwe (1963), Alle Jahre wieder von Ulrich Schamoni (1967), Jaider – der einsame Jäger (Regie: Volker Vogeler, 1970), Das falsche Gewicht (Regie: Bernhard Wicki, 1970), Im Reservat (Regie: Peter Beauvais, 1973), Der Kommissar – Sturz aus großer Höhe (Regie: Michael Braun, 1975), Wenn ich mich fürchte (Regie: Christian Rischert, 1983). 1969 wurde er zum Jury-Präsidenten der Berlinale 1969 berufen.
1970 gelang ihm am Münchner Residenztheater mit Was ihr wollt ein erfolgreiches Theater-Comeback. 1973 wurde er Hausregisseur an den Münchner Kammerspielen. 1976 schloss er einen mehrjährigen Gastregievertrag mit dem Wiener Burgtheater. 1978 wurde Schaaf gemeinsam mit dem Bühnenbildner Wilfried Minks in das Direktorium des Mitbestimmungsmodells am Schauspiel Frankfurt gewählt. Er trat das Amt 1980 an, schied jedoch nach Meinungsverschiedenheiten hinsichtlich der Mitbestimmung am Ende der Spielzeit 1981 wieder aus.
Seit den 1980er Jahren hat er sich auf Schauspiel- und Operninszenierungen spezialisiert. Er inszenierte am Wiener Burgtheater, Berliner Schillertheater, Münchner Residenztheater und bei den Salzburger Festspielen (Leonce und Lena, Nathan der Weise, Der tolle Tag von Beaumarchais). Seit Mitte der 1980er Jahre widmete er sich verstärkt Operninszenierungen, u. a. bei den Salzburger Festspielen mit Capriccio (1985), Die Entführung aus dem Serail (1987) und Die Zauberflöte im Mozart-Jahr 1991. Am Royal Opera House Covent Garden in London inszenierte er Idomeneo und einen Zyklus der drei Da-Ponte-Opern. Für die Wiener Staatsoper inszenierte er Idomeneo von Wolfgang Amadeus Mozart 1987 (Dirigent Nikolaus Harnoncourt) und Così fan tutte von Mozart 1989 (Dirigent Harnoncourt). Er inszenierte auch an der Bayerischen Staatsoper und De Nederlandse Opera sowie am Staatstheater Stuttgart: Lady Macbeth von Mzensk, Wozzeck, Rigoletto, Simon Boccanegra, Hänsel und Gretel, Falstaff und Pique Dame.
An der Bayerischen Staatsoper in München interpretierte er u. a. Boris Godunow, den er auch zur Eröffnung der Neuen Oper in Tel Aviv einstudierte. In Stockholm brachte er eine Neuinszenierung von Othello heraus. In Amsterdam inszenierte er Fidelio, Die Fledermaus, Eugen Onegin und König Roger von Karol Szymanowski. An der Zürcher Oper erarbeitete Johannes Schaaf Verdis Aida und eine vielbeachtete Neufassung von Webers Oberon. Così fan tutte war nach Le nozze di Figaro die zweite Neuinszenierung von Johannes Schaaf am Aalto-Theater Essen. 2009 inszenierte er Tosca an der Semperoper in Dresden.
Johannes Schaaf lebte und arbeitete mit der Schauspielerin Rosemarie Fendel zusammen. Von 1984 bis zu ihrem Tod im Januar 2019 war er mit der Opernsängerin Stella Kleindienst verheiratet. Schaaf starb im November 2019 im Alter von 86 Jahren.
1967 und 1971 wurde Schaaf mit dem Deutschen Kritikerpreis ausgezeichnet. Für Große Liebe erhielt er 1966 eine besondere Anerkennung beim Fernsehfilmpreis der Deutschen Akademie der Darstellenden Künste.
Sein Archiv befindet sich im Archiv der Akademie der Künste in Berlin.

## Artikel
- China-Oper: Ein Hit seit tausend Jahren. In: Geo-Magazin. Hamburg 1980, H. 6, S. 112–132. Informativer Erlebnisbericht mit Fotos: Guido Mangold.  ISSN 0342-8311

## Filmografie
- 1960: Aufruhr (Fernsehfilm)
- 1960: Terror in der Waage (Fernsehfilm)
- 1961: Die Nashörner (Fernsehfilm)
- 1961: Zwischen den Zügen (Fernsehfilm)
- 1961: Unsere kleine Stadt (Fernsehfilm)
- 1962: Die Feuertreppe (Fernsehfilm)
- 1963: Ein ungebetener Gast (Fernsehfilm; Regie)
- 1964: Hotel Iphigenie (Fernsehfilm; Regie)
- 1965: Im Schatten einer Großstadt (Fernsehfilm; Regie)
- 1965: Die Gegenprobe (Fernsehfilm; Regie)
- 1966: Große Liebe (Fernsehfilm; Regie)
- 1965: Der Mann aus dem Bootshaus (Fernsehfilm; Regie)
- 1967: Alle Jahre wieder
- 1967: Tätowierung (Regie; Drehbuch mit Günter Herburger)
- 1970: Erste Liebe
- 1971: Trotta (Regie, Produktion, Drehbuch, Schauspieler)
- 1971: Das falsche Gewicht
- 1971: Jaider – der einsame Jäger (Fernsehfilm)
- 1973: Traumstadt (Regie; Drehbuch mit Rosemarie Fendel)
- 1973: Im Reservat (Fernsehfilm)
- 1975: Der Kommissar – Der Mord an Dr. Winter (Regie)
- 1975: Der Kommissar – Sturz aus großer Höhe
- 1975: Der Kommissar – Der Held des Tages
- 1975: John Glückstadt
- 1976: Der Alte – Die Dienstreise (Pilotfolge, Regie & Cameo)
- 1978: Polizeiinspektion 1 – Die große Oper (nur Schauspieler)
- 1978: Der Alte – Der Pelikan (Regie)
- 1984: Wenn ich mich fürchte (nur Schauspieler)
- 1986: Momo (Regie)